# Jelačin
Jelačin je priimek v Sloveniji, ki ga je po podatkih Statističnega urada Republike Slovenije na dan 1. januarja 2010 uporabljalo 22 oseb.

## Znani nosilci priimka
- Andrej Jelačin (*1932), gledališki igralec, režiser, radijec, organizator; humorist ("Toni Karjola"), komediograf, pesnik, pisatelj
- Ivan Jelačin (1865—1932), podjetnik, trgovec, tovarnar
- Ivan Jelačin mlajši (1886—1955), industrialec, veletrgovec in mecen
- Ivan Jelačin (1903—1977), agronom, živinorejski in ribiški strokovnjak, univ. profesor
- Ivo Jelačin (*1926), agronom, gozdarski strokovnjak
- Iztok Jelačin, novinar, radijski urednik
- Miljutin Jelačin, inženir, tovarnar
- Minka Krofta (r. Jelačin) (1888—1954), mladinska pisateljica, ženska aktivistka
- Mirko Jelačin (1892—1957/62?), operni pevec
- Risto Jelačin (1913—1964), ekonomist (dr.) in literarni prevajalec
- Stanko Jelačin (1904—1960), generalmajor JLA